# UFC 13
UFC 13: The Ultimate Force（ユーエフシー・サーティーン：ジ・アルティメット・フォース）は、アメリカ合衆国の総合格闘技団体「UFC」の大会の一つ。1997年5月30日、ジョージア州オーガスタのオーガスタ市民センターで開催された。

## 大会概要
メインイベントのスーパーファイトでは、ビクトー・ベウフォートがタンク・アボットにパウンドでTKO勝利を収めた。
ヘビー級トーナメントでは、UFC初出場のランディ・クートゥアがグレッグ・ストット、ダン・ボビッシュを破り優勝。ライト級トーナメントではガイ・メッツァーがクリストフ・レニンガー、ティト・オーティズを破り優勝した。
ティト・オーティズとランディ・クートゥアがUFCに初出場した。

## 試合結果

### リザーブマッチ
第1試合 UFC 13ライト級トーナメント リザーブマッチ 10分1R
○  ティト・オーティズ vs.  ウェス・アルブリトン ×
1R 0:31 TKO（レフェリーストップ：マウントパンチ）
オーティズがトーナメントリザーブ権獲得
第2試合 UFC 13ヘビー級トーナメント リザーブマッチ 10分1R
○  ジャック・ニルソン vs. サイード・ホセイニ ×
1R 1:23 TKO（レフェリーストップ：グラウンドの肘打ち）
ニルソンがトーナメントリザーブ権獲得

### トーナメント1回戦
第3試合 UFC 13ライト級トーナメント 1回戦 15分1R
○  ガイ・メッツァー vs.  クリストフ・レニンガー ×
1R終了 判定3-0
※メッツァーが決勝進出
第4試合 UFC 13ライト級トーナメント 1回戦 15分1R
○  エンセン井上 vs.  ロイス・アルジャー ×
1R 1:36 アームロック
※エンセンの負傷棄権によりリザーバーのオーティズが決勝進出
第5試合 UFC 13ヘビー級トーナメント 1回戦 15分1R
○  スティーブ・グラハム vs. ドミトリィ・ステハノフ ×
1R 1:30 アームロック
※グラハムが決勝進出
第6試合 UFC 13ヘビー級トーナメント 1回戦 15分1R
○  ランディ・クートゥア vs.  トニー・ホーム ×
1R 0:56 チョークスリーパー
※クートゥアが決勝進出

### トーナメント決勝戦・スーパーファイト
第7試合 UFC 13ライト級トーナメント 決勝戦 15分1R
○  ガイ・メッツァー vs.  ティト・オーティズ ×
1R 3:00 フロントチョーク
※メッツァーがトーナメント優勝
第8試合 UFC 13ヘビー級トーナメント 決勝戦 15分1R
○  ランディ・クートゥア vs.  スティーブ・グラハム ×
1R 3:13 TKO（レフェリーストップ：グラウンドパンチ）
※クートゥアがトーナメント優勝
第9試合 スーパーファイト 15分1R
○  ビクトー・ベウフォート vs.  タンク・アボット ×
1R 0:52 TKO（レフェリーストップ：グラウンドパンチ）